# Avanne-Aveney
Avanne-Aveney là một xã của tỉnh Doubs, thuộc vùng Bourgogne-Franche-Comté, miền đông nước Pháp.